# Kriechbaumerella javensis
Kriechbaumerella javensis är en stekelart som beskrevs av T.C. Narendran 1989. Kriechbaumerella javensis ingår i släktet Kriechbaumerella och familjen bredlårsteklar. Inga underarter finns listade i Catalogue of Life.